# Landeshaus Kiel

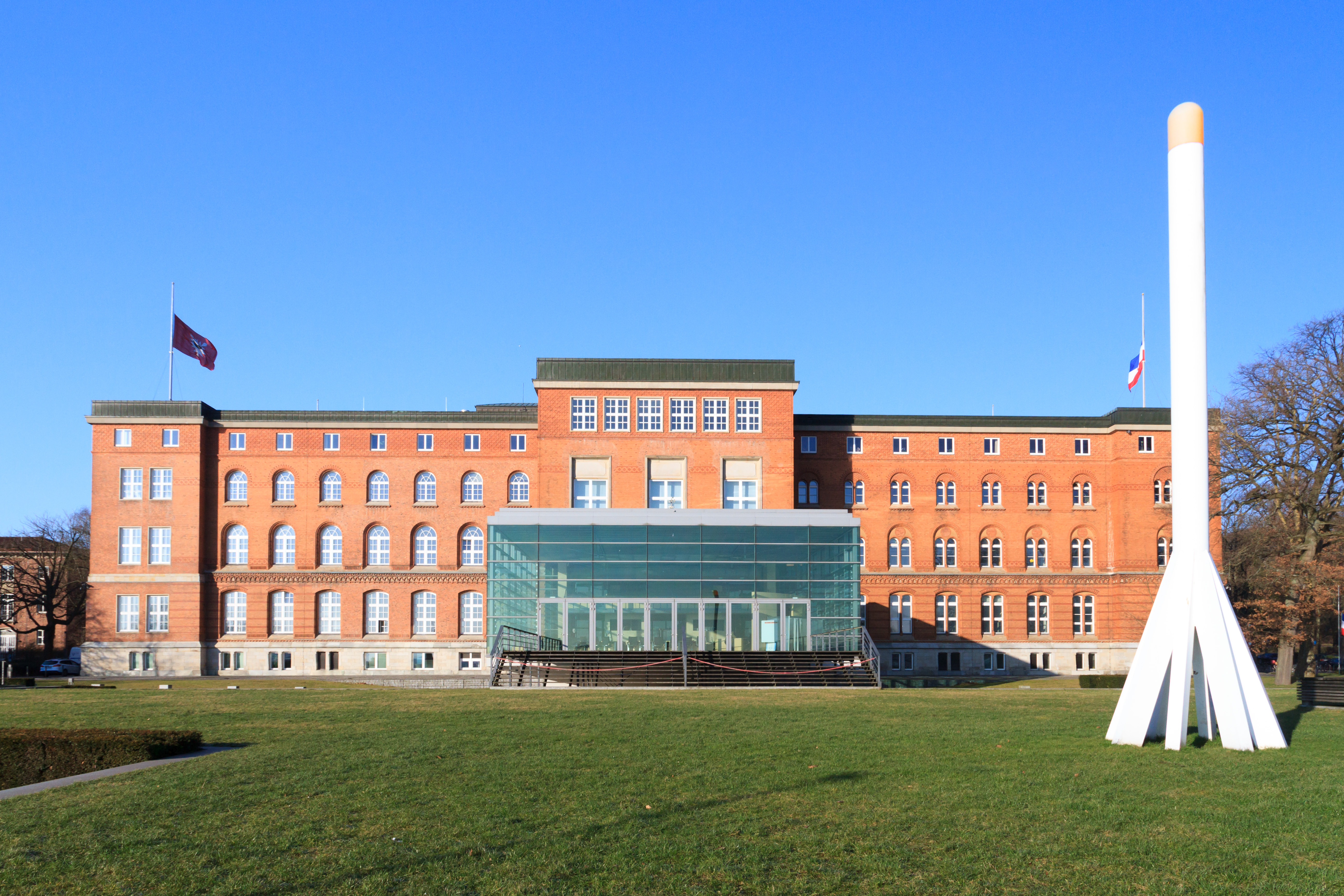
Landeshaus in Kiel (2017)

Das Landeshaus Kiel ist Sitz des Schleswig-Holsteinischen Landtags. Es liegt auf dem Westufer der Kieler Förde.

## Geschichte

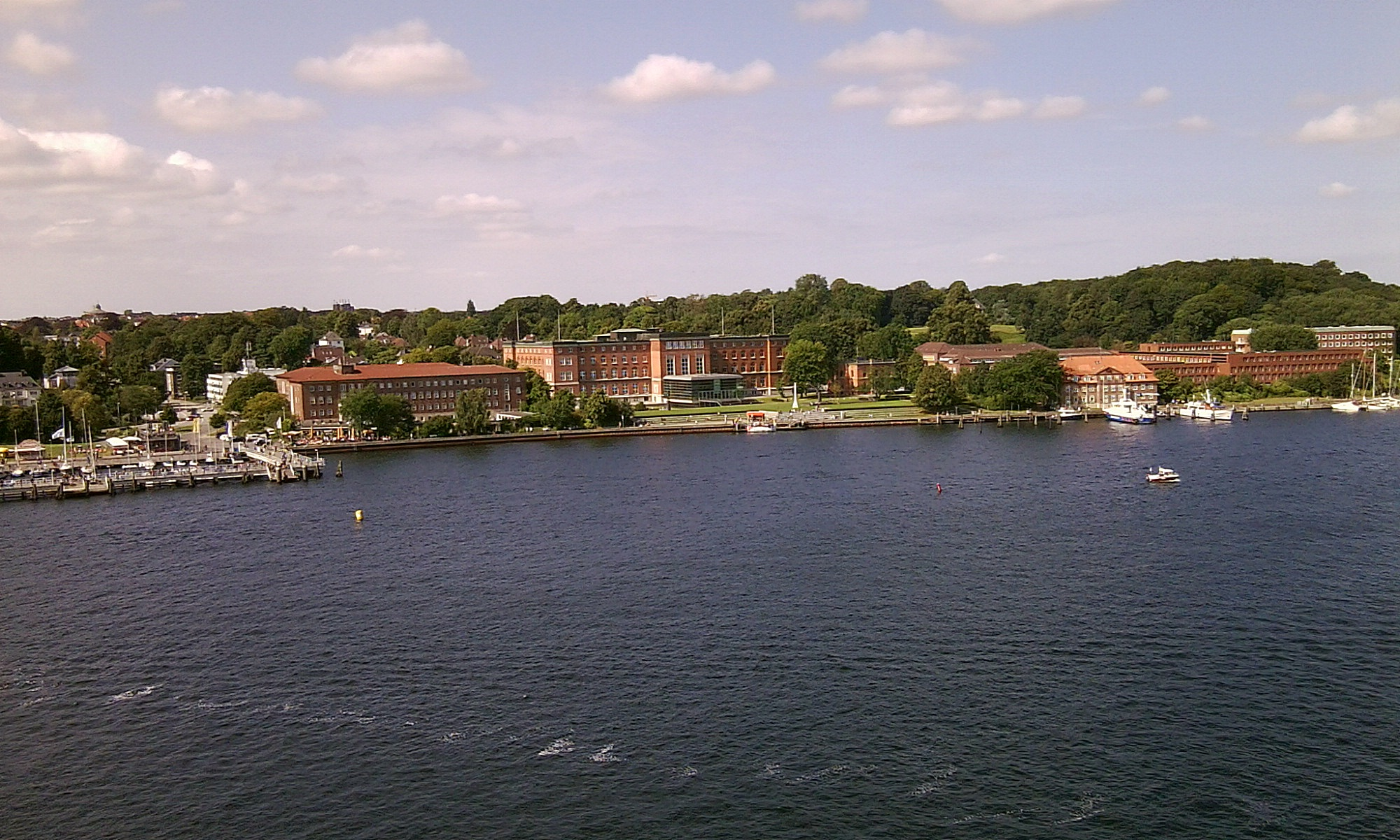
Landeshaus mit angrenzenden Landesministerien (2012)

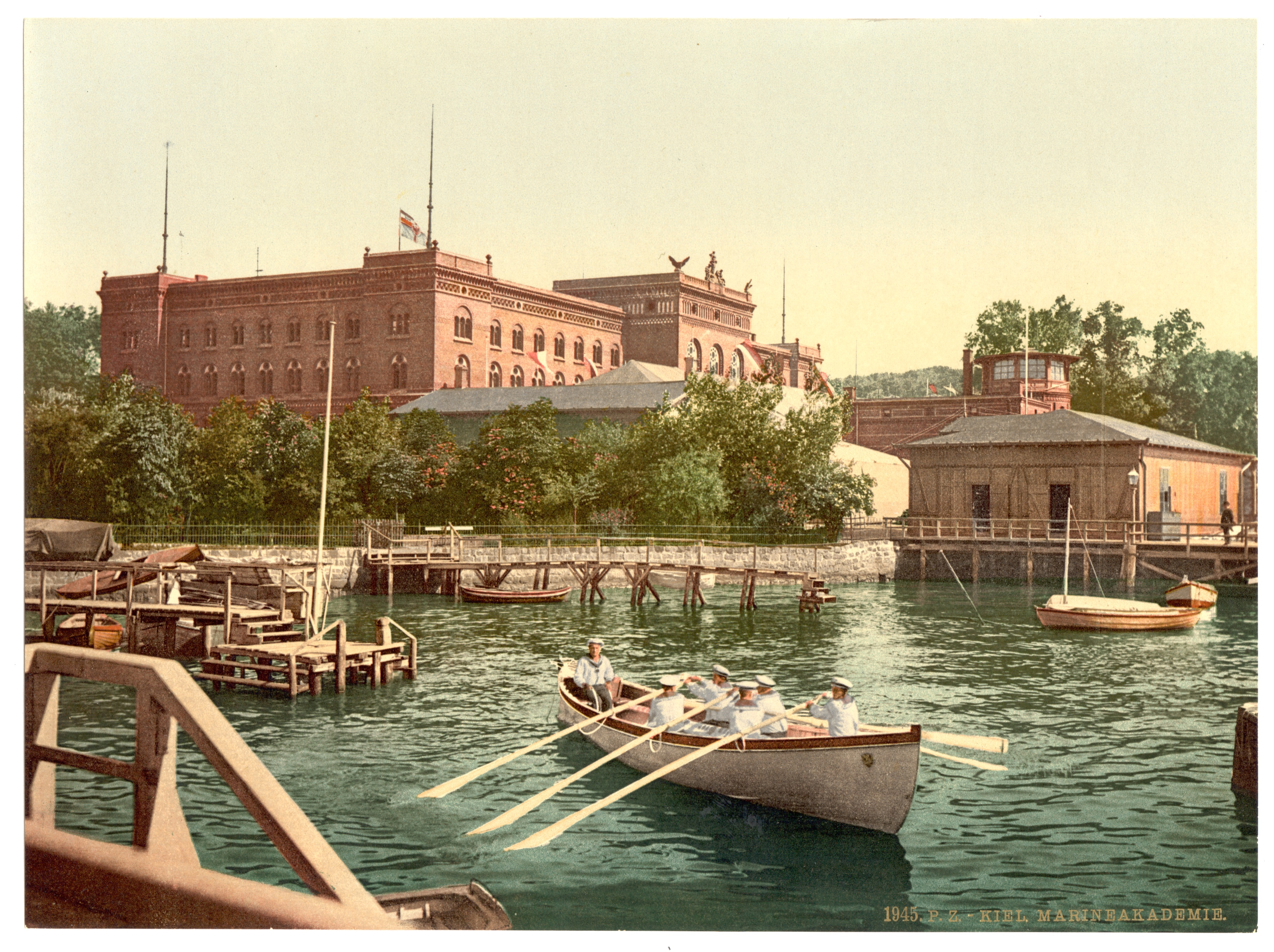
Das Gebäude um 1900, Photochromdruck

Das Gebäude wurde 1888 für die Kaiserliche Marine gebaut und war von 1919 bis 1945 Sitz des kommandierenden Admirals der Marinestation der Ostsee. Der Schleswig-Holsteinische Landtag bezog es am 3. Mai 1950 als Parlamentsgebäude.
Das oberste Geschoss des dreistöckigen Backsteingebäudes wurde durch die Luftangriffe auf Kiel stark beschädigt und musste wieder aufgebaut werden. Bereits im Herbst 1946 entstand ein Plan, aus dem ehemaligen Marinestationskommando ein Landeshaus zu machen. Doch erst drei Jahre später konnte der damalige Landtagspräsident Karl Ratz am 2. Mai 1950 das umgebaute Haus der Öffentlichkeit präsentieren. Am 3. Mai 1950 eröffnete Ratz die erste Sitzung des Landtages im Landeshaus. Bis dahin war der seit 1946 zunächst von der Militärregierung ernannte, dann gewählte Landtag an verschiedenen Stätten in Kiel, Flensburg, Lübeck und Eckernförde zusammengekommen. Der 1950 in Nutzung genommene Plenarsaal war die ehemalige Aula der Marineakademie. Nach dem Um- und Anbau von 2004 wird der Raum unter dem Namen „Schleswig-Holstein-Saal“ für Großveranstaltungen und Sitzungen von Parlamentsausschüssen genutzt.
Nach vielen Umbauten seit dem Bezug im Jahre 1950 wurde am 1. Februar 2001 mit dem Bau eines neuen Plenarsaales an der Wasserseite begonnen. Dieser als Anbau gestaltete gläserne Gebäudeteil wurde im März 2003 nach einem Entwurf der Hannoverschen Architekten Anja Brüning und Wolfgang-Michael Pax fertiggestellt. Die Umbauten der restlichen Gebäudeteile, großer Bereiche des Innenraumes und der Außenanlage erfolgten bis Ende 2004. Die erste Sitzung in dem neuen Saal fand am 2. April 2003 statt.
Infolge der Terroranschläge am 11. September 2001 in den USA und insbesondere wegen des Attentats am 27. September 2001 auf das Zuger Parlament wurden zusätzliche Sicherheitsbaumaßnahmen vorgenommen. Trotz der Sicherheitsmaßnahmen ist der durch den Umbau angestrebte öffentliche Charakter des Hauses und damit die Transparenz des Parlaments für die Bevölkerung nur gering beeinträchtigt worden. Das entsprechende Sicherheitskonzept wurde durch das Unabhängige Landeszentrum für Datenschutz Schleswig-Holstein gewürdigt.
Im Landeshaus transportiert seit 1950 einer der selten gewordenen Paternosteraufzüge die Passagiere.